# Поп-феминизм
Поп-фемини́зм (англ. Pop feminism) — одно из направлений феминизма, понятие, используемое для описания внедрения идей феминизма в поп-культуру и их распространения в широкие массы.
Основным вопросом этого течения феминизма является привлечение внимания к ряду проблем: к борьбе за право на труд и равенство в сфере оплаты труда мужчин и женщин, к борьбе с насилием в отношении женщин (защита от домашнего насилия, сексуальных домогательств и от изнасилований), за право на образование, за право на равный доступ к профессии.

## История термина

### Зарождение и предтечи поп-феминизма
Стремление в формировании современного движения поп-феминизма в том виде, в котором оно существует сейчас, было вызвано эссе Лауры Малви, британской феминистки и теоретика кино «Визуальное удовольствие и нарративный кинематограф», написанное в 1973 г. и вышедшее в свет в 1975 г. в журнале Screen.
В этом эссе Малви подробно рассказывает о «теории мужского взгляда» в кино. Под этим понятием понимается, то как патриархальное общество воспринимает мир, в том числе и женщин. Используя терминологию психоанализа З. Фрейда, Л. Малви утверждает, что форма фильма обусловлена «бессознательным» патриархального общества. При просмотре фильма через призму «мужского взгляда» женская аудитория усваивает навязываемое ей патриархальное мировоззрение.
Как пишет автор книг о феминизме и основательница крупнейшего некоммерческого американского журнала о феминизме Bitch Энди Зейслер, после выхода этой работы феминистское коммьюнити решило создать собственный аналог «мужского взгляда»- «женский взгляд» для появления в кино и вообще в массовой культуре иного образа женщины, который бы отражал феминистские идеалы. В качестве первых попыток создания этого «женского взгляда в кино» и проявление будущего поп-феминизма стал образ Сары Коннор в «Терминаторе».

### Появление и использование термина
Появление движения поп-феминизма относят к началу третьей волны феминизма, начало 1990-х.

Сам термин впервые появился в 1996 году в книге Hatreds: Racialized and Sexualized Conflicts in the 21st Century. Там говорилось, что
«…поп-феминизм искажает представление о самом феминизме путём его деполитизации и отнесения на второй план его сложных составляющих. Идеология в таком уменьшенном состоянии не способна победить мужское господство, с которым женщины сталкиваются каждый день».
англ. "...pop feminism distorts feminism by depoliticizing it and burying its complexities, and in so diminished a state it has no power to vanquish the male privilege that women experience in their everyday lives."
Подробнее на теоретическом уровне этот феномен был проанализирован в Manifesta: Young Women, Feminism, and the Future. Авторы приводят доводы того, что с началом третьей волны феминизма поп-культура стала занимать особое место в продвижении философии женского движения. В результате проникновения идей феминизма в поп-культуру возникло течение поп-феминизма. Первым ярким проявлением поп-феминизма в массовой культуре стало движение панк-музыкантов Riot Grrrl.
В начале 90-х XX века эта группа представляла совокупность женских музыкальных панк-коллективов округа Колумбия. Они боролись с мужским господством в панк-роке. Выступления Riot Grrrl представляли собой способ привлечения внимания к тому, насколько влиятельны и важны женщин в мире панк-рока. Участницы довольно часто обращались к вопросом гендерного неравенства в агрессивной форме для того, чтобы подчеркнуть, что женщины не пассивны и могут показать «оскал».
Фразу «girl power» в её варианте grrrl power, часто ассоциирует с движением Riot Grrrl.
Отличительной особенностью самого движения поп-феминизма является то, что его представительницы явяляются видными деятелями массовой культуры, её распространителями, которые ведут квази-феминистическую риторику в своём творчестве.

### Переодизация
- 1990-е На момент начала третьей волны феминизма на законодательном уровне женщины добились равного признания своих политических, экономических и социально-культурных прав. Теперь женщины становятся тем, кем хотят быть и в поп-культуре, продвигая идеи о своей роли в обществе[10]. Активным становится продвижения феминистических идей в музыке, на телевидении. В этот период стали открыто говорить в массовой культуре о взаимоотношениях полов. Помимо грубого панк-рока Riot Grrrl особое влияние на формирование поп-феминизма оказывает «помадный феминизм», который позже станет его составной частью. Артистки всё чаще обращаются к своим гендерным отличиям, активно используют яркую косметику, помады и эротический капитал. Эти инструменты в борьбе за свои права они называют «неоспоримым преимущество». Своим творчеством они транслировали идеи Мишеля Фуко о том, что сексуальность является эквивалентом понятия «власть». В соответствии с видением «помадных феминисток» патриархальное представление о женщине предполагает, что власть над женским телом принадлежит социуму и его коллективным нормам[11].

Некоторые ключевые события поп-феминизма периода:
1. Выход в свет пьесы Ив Энслер «Монологи вагины», рассказывающая историю 200 женщин со всего мира, ставшие жертвами разного рода насилия. В 1998 году писательница организовывает кампанию «V-Day». Суть кампании: сбор средств от продаж билетов на спектакль на борьбу с насилием против женщин.
2. «Баффи — истребительница вампиров» (1997 год) — первое шоу, в котором появился образ феминистки на телевидении.
3. Куин Латифа использует множество исторических снимков в своём клипе Ladies First 1992 год.
4. Мадонна затрагивает вопросы феминизма, сексуальной жизни и «художественной целостности» женщины как творческой единицы в своём альбоме Erotica и во время выступлений. Яркий представитель «помадного феминизма»[7].Надпись на обложке студийного альбома Мадонны Erotica 1992 года

- 2000-е Поп-феминизм превращается в коммерческий продукт массового потребления через индустрию красоты, фильмы и телешоу. На смену «помадным» и панк-феминисткам приходят героини, такие как Бриджет Джонс, с понятными для всех женщин проблемами: страх порицания со стороны социума при отклонении от принятых норм (незамужний статус, отсутствие детей, гедонистических образ жизни), борьба с комплексами[12].
- 2010-е В 2009 году в свет вышла статья The Fourth Wave of Feminism: Psychoanalytic Perspectives Introductory Remarks, в которой автор Харриет Кимбл Врай высказала мнение о том, что в первом десятилетии XXI века началась четвёртая волна феминизма. Под этим понятием она понимает переход на новый уровень продвижения идей феминизма. Поднимаются проблемы и затрагиваемые ранее, но совершенно с другими акцентами: основной фокус с индивидуума переносится на женское коммьюнити, основная цель- работа на блага всего общества в целом. Особую роль теперь играют социальные сети[7]. Благодаря им знаменитости могут писать больше о вопросах гендерного равенства, квалифицируя такие обсуждения как поп-феминизм. Сами поп-феминистки следят за собой и совсем далеки от стереотипов о феминизме. Они создают тренды, а не ведут подравняю деятельность[13].

Некоторые ключевые события поп-феминизма периода:
1. Выступление Бейонсе на Mtv Video Music Awards в 2014 году на фоне надписи «Feminist» и использование в песне «Flawless» семпл из лекции TED нигерийской писательницы Чимаманды Нгози Адичи «We should all be feminists».
2. В 2013 году выход мультика Disney «Холодное сердце», в котором поднимаются вопросы борьбы женщин за свою независимость[7].
3. Выход на экраны в 2013 году сериал «Оранжевый — хит сезона» о жизни женщин-заключенных. Вне экрана создатели сериала и актёры ведут активную деятельность по освещение важных феминистических тем[7].
4. Выступление британской актрисы и посла доброй воли ООН-Женщины Эммы Уотсон в штаб-квартире ООН в сентябре 2014 года. Она произнесла речь, приуроченную к запуску программы ООН"HeforShe" (движение за гендерное равенство)[14].
5. Марш женщин 2017 года с участием многих американских звёзд[15].

## Значимость поп-феминизма
Благодаря поп-феминизму вопросы гендерного равенства вышли за рамки научных и политических дискуссий. Представительницы этого движения, используя свой статус известной личности, имеют возможность в своих социальных сетях и при помощи своего творчества в доступной для широкой публики форме говорить о защите прав женщин. Развитие поп-феминизма способствовало вступлению в ряды феминистических правозащитных групп новых членов. Обычные граждане через поп-феминизм получают не только информацию о том, как защищать свои права, но и своего рода поддержку. В песнях, фильмах и выступлениях известные артистки говорят о том, что женщины не одиноки в своих проблемах и многие проходят через подобне трудности.

## Влияние поп-феминизма на сферу коммуникаций
Сфера коммуникаций обязана поп-феминизму появлением различных хештегов и мемов с цитатами из песен известных исполнительниц. Например, #whoruntheworld из одноимённого сингла Бионсе. Помимо этого в социальных сетях появляются блоги, которые выпускают материалы о тесной связи феминизма с массовой культурой, публикуются анализы творчества поп-исполнительниц и их феминистических идей. Среди таких порталов Girl W/Pen и Gender & Society Blog.

## Критика поп-феминизма
Многие феминистки утверждают, что представительницы поп-феминизма выражают феминистические идеи в весёлой и забавной форме. Энди Зейслер подчёркивает:
«…что сам по себе феминизм не является чем-то весёлым. Это сложное и требующее огромной отдачи дело, важность которого не все понимают. Это серьёзно, потому что речь идет о людях, требующих, чтобы их природа (то есть то, что они женщины) считалось ценным».
англ. "..the problem has always been – that feminism is not fun. It’s not supposed to be fun. It’s complex and hard... It’s serious because it is about people demanding that their humanity be recognized as valuable."
Помимо этого поп-феминизм критикуется за поверхностность и преследование исключительно коммерческих целей. Это течение отходит от главной цели самого феминизма — достижение гендерного равенства. Известные поп-феминистки используют свой вес в глазах женской аудитории для увеличения потребления различных продуктов поп-культуры и продвижение своего собственного бизнеса. Обозреватели не уверены, что девушки, которые покупают футболки с феминистическими лозунгами известных брендов и скачивают альбом Бионсе Lemonade, до конца понимают идеи феминизма, их разделают и будут готовы выйти действовать, чтобы воплощать их в жизнь.
Кроме того, сам феминизм изначально призывает к равенству полов и к достижению блага совместными усилиями мужчин и женщин. Поп-феминистки говорят о своих уникальности и единоличном господстве женского пола.

## Труды известных поп-феминисток
- Сценарист, актриса и режиссёр сериала HBO «Девчонки» Лина Данэм в 2014 году выпустила сборник автобиографических эссе "Not That Kind of Girl: A Young Woman Tells You What She’s «Learned» на тему поиска женщиной своего места в современном обществе[7].
- В 2014 году для проект The Shriver Report Бионсе написала эссе «Gender equity is a myth» на тему гендерного неравенства, где затронула вопрос оплаты труда женщин в США[17].
- В 2015 году Дженнифер Лоуренс написала эссе для еженедельной рассылки Lenny, которая создана Линой Данэм и продюсером Дженнифер Коннер. В нём актриса затронула проблемы неравенства в оплате труда мужчин и женщин[18].